# Cook Out 400 (Richmond)
La Cook Out 400 è una gara annuale di stock car della NASCAR Cup Series che si tiene al Richmond Raceway di Richmond, Virginia, essendo la seconda di due gare in pista, la prima delle quali è la Toyota Owners 400 in primavera.
Questa gara era in precedenza l'ultima gara prima dell'inizio dei playoff della Cup Series (precedentemente "the Chase") da quando la NASCAR li ha implementati per la stagione 2004 fino al 2018, quando è stata spostata nei playoff (in sostituzione della gara a Chicagoland che è stata spostata a giugno). La Brickyard 400 è diventata l'ultima gara prima dei playoff nel 2018, in sostituzione di Richmond, e lo è stata di nuovo nel 2019 e poi la Coke Zero Sugar 400 a Daytona è diventata l'ultima gara dei playoff nel 2020 e lo è ancora oggi. Nel 2022 questa gara è stata eliminata dai playoff e spostata ad agosto. Nel 2023 la gara è stata nuovamente spostata all'ultimo fine settimana di luglio.

## Storia

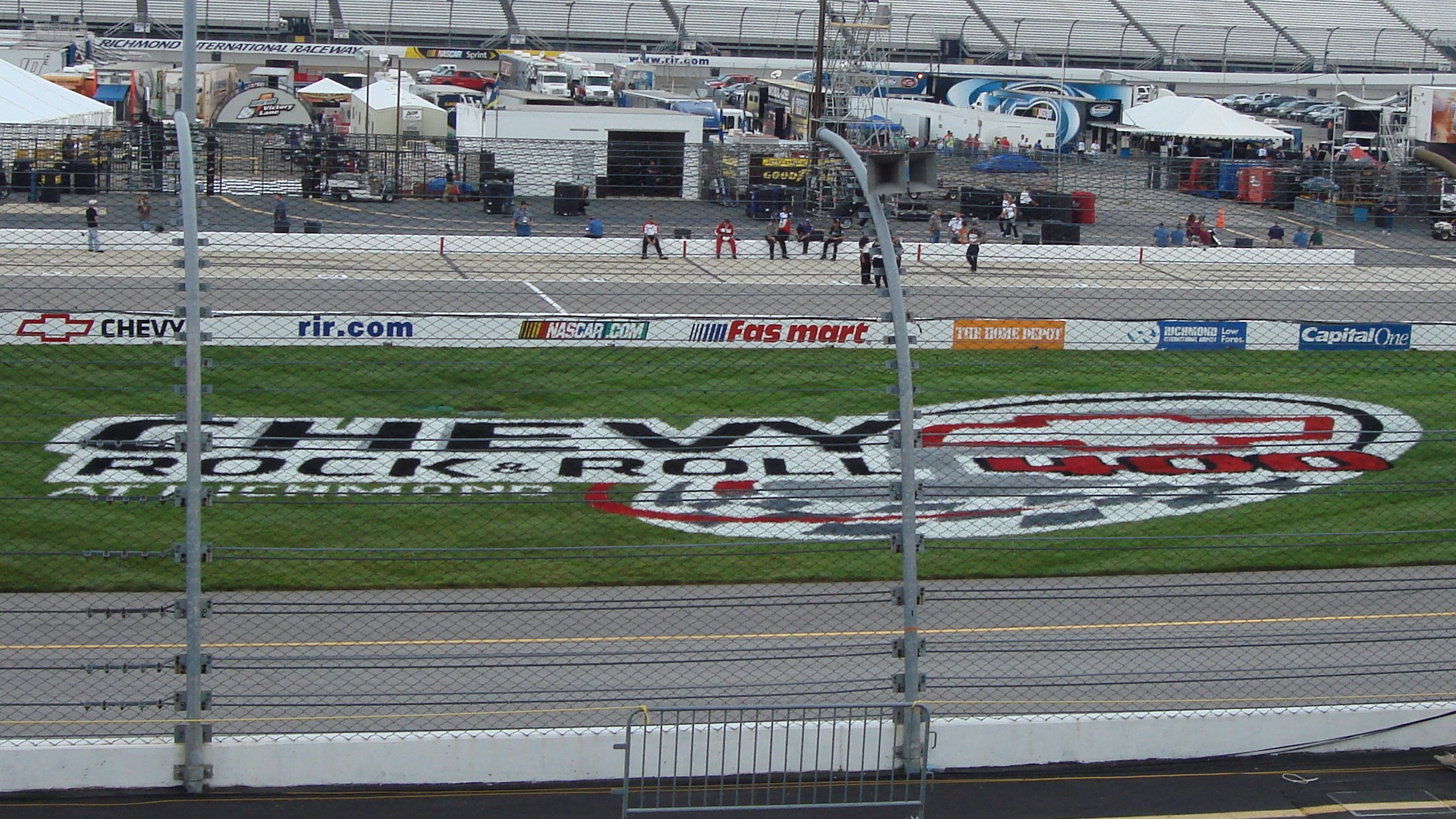
Il logo della gara del 2008 sull'erba della pista

A partire dal 1991 la gara è stata spostata dalla domenica pomeriggio al sabato sera. È diventata la seconda gara notturna nel programma NASCAR, dopo Bristol che si è svolta poche settimane prima.
Dal 2000 al 2009, la gara è stata in qualche modo sponsorizzata da Chevrolet. Per il 2001 e il 2002, la sponsorizzazione della gara è stata in collaborazione con la Warner Bros., con i personaggi dei Looney Tunes presenti nelle verniciature di diverse auto. Per le gare 2003-2009, la gara era conosciuta come Chevy Rock and Roll 400 e varie auto promuovevano vari spettacoli di musica rock. La gara del 2010 ha visto la sponsorizzazione passare da Chevrolet all'Air National Guard, un ramo dell'Aeronautica degli Stati Uniti. La gara è stata sponsorizzata da Roll Global attraverso il suo marchio Wonderful Pistachios, una divisione della controllata Roll Global Paramount Nuts nel 2011. Il 2 maggio 2012, Federated Auto Parts e Richmond International Raceway hanno annunciato che Federated Auto Parts sarebbe diventato lo sponsor della gara a partire dal 2012.
L'anno più importante di questa gara è probabilmente la gara del 2013, che è stata rovinata da uno schema di ordini di squadra (denominato Spingate) progettato per manipolare il risultato della gara e inseguire le posizioni nel ultimi dieci giri dopo che Clint Bowyer è andato in testacoda intenzionalmente per consentire a Brian Vickers di rientrare ai box dopo una ripartenza dall'ammonizione in modo che Martin Truex Jr. potesse assicurarsi un posto nella Chase e un posto separato manipolazione in cui a David Gilliland è stato chiesto di rallentare per consentire a Joey Logano di passare in modo che Logano potesse assicurarsi un posto nei Chase. La NASCAR ha penalizzato i team coinvolti nel programma (Michael Waltrip Racing, Penske Racing e Front Row Motorsports) che hanno quindi eliminato Truex dal Chase di quell'anno, mentre Jeff Gordon ha ricevuto un tredicesimo posto (in una battaglia solitamente di dodici piloti) nel Chase come compensazione. (Gordon sarebbe stato 10° in punti e sarebbe arrivato a punti invece di Logano se Logano non avesse superato Gilliland. Se questa manipolazione non fosse avvenuta, Logano sarebbe stato 11° in punti ma sarebbe comunque entrato nell'inseguimento essendo in uno dei due posizioni wild card fuori dai primi 10 punti, motivo per cui non è stato espulso dall'inseguimento come Truex Gordon non si sarebbe qualificato per un posto wild card perché non aveva vittorie.) Carl Edwards lo avrebbe vinto gara dell'anno.

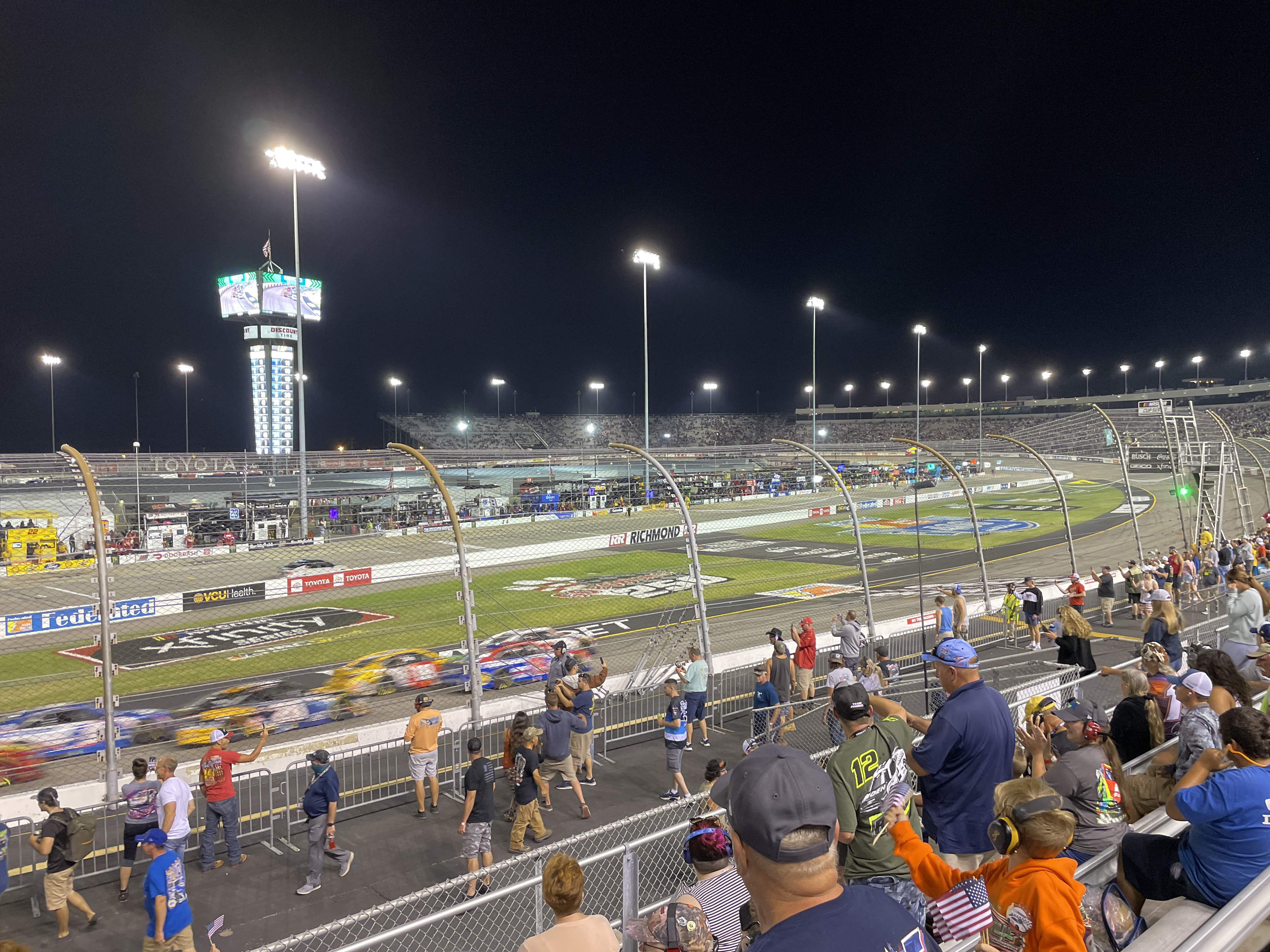
Le vetture ottengono la bandiera verde dopo la ripartenza nella gara del 2021

Quando la gara si è svolta in prossimità (e occasionalmente durante) del Patriot Day (9/11), il Pledge of Allegiance è stato incluso come parte della cerimonia di apertura. La gara del 2021, che ha avuto luogo nel 20º anniversario degli attacchi dell'11 settembre, è stata chiamata Federated Auto Parts 400 Salute to First Responders.
Cook Out diventerà lo sponsor principale della gara nel 2023, in sostituzione di Federated Auto Parts.

## Edizioni
| Anno  | Data           | N° | Pilota           | Scuderia                    | Produttore | Distanza | Distanza          | Tempo   | Media (mph) |
| Anno  | Data           | N° | Pilota           | Scuderia                    | Produttore | Giri     | Miglia (km)       | Tempo   | Media (mph) |
| ----- | -------------- | -- | ---------------- | --------------------------- | ---------- | -------- | ----------------- | ------- | ----------- |
| 1958  | 14 Settembre   | 46 | Speedy Thompson  | Speedy Thompson             | Chevrolet  | 200      | 100 (160,934)     | 1:43:40 | 57,878      |
| 1959  | 13 Settembre   | 6  | Cotton Owens     | W.H. Watson                 | T-Bird     | 200      | 100 (160,934)     | 1:39:22 | 60,362      |
| 1960  | 23 Ottobre     | 21 | Speedy Thompson  | Wood Brothers Racing        | Ford       | 200      | 100 (160,934)     | 1:34:08 | 63,769      |
| 1961  | 10 Settembre   | 8  | Joe Weatherly    | Bud Moore Engineering       | Pontiac    | 200      | 100 (160,934)     | 2:01:36 | 61,677      |
| 1962  | 9 Settembre    | 8  | Joe Weatherly    | Bud Moore Engineering       | Pontiac    | 300      | 150 (241,401)     | 2:18:30 | 64,981      |
| 1963  | 8 Settembre    | 11 | Ned Jarrett      | Charles Robinson            | Ford       | 300      | 150 (241,401)     | 2:15:04 | 64,339      |
| 1964  | 14 Settembre   | 5  | Cotton Owens     | Cotton Owens                | Dodge      | 300      | 150 (241,401)     | 2:25:16 | 61,955      |
| 1965  | 18 Settembre   | 6  | David Pearson    | Cotton Owens                | Dodge      | 300      | 150 (241,401)     | 2:27:35 | 60,983      |
| 1966  | 11 Settembre   | 6  | David Pearson    | Cotton Owens                | Dodge      | 300      | 150 (241,401)     | 2:23:07 | 62,886      |
| 1967  | 10 Settembre   | 43 | Richard Petty    | Petty Enterprises           | Plymouth   | 300      | 150 (241,401)     | 2:36:10 | 57,631      |
| 1968  | 8 Settembre    | 43 | Richard Petty    | Petty Enterprises           | Plymouth   | 300      | 187,5 (301,752)   | 2:11:20 | 85,659      |
| 1969  | 7 Settembre    | 22 | Bobby Allison    | Mario Rossi                 | Dodge      | 462*     | 250,404 (402,986) | 3:16:32 | 76,338      |
| 1970  | 13 Settembre   | 43 | Richard Petty    | Petty Enterprises           | Plymouth   | 500      | 271 (436,132)     | 3:19:34 | 81,476      |
| 1971  | 14 Settembre   | 43 | Richard Petty    | Petty Enterprises           | Plymouth   | 500      | 271 (436,132)     | 3:23:11 | 80,025      |
| 1972  | 10 Settembre   | 43 | Richard Petty    | Petty Enterprises           | Plymouth   | 500      | 271 (436,132)     | 3:34:14 | 75,899      |
| 1973  | 9 Settembre    | 43 | Richard Petty    | Petty Enterprises           | Plymouth   | 500      | 271 (436,132)     | 4:13:17 | 63,215      |
| 1974  | 8 Settembre    | 43 | Richard Petty    | Petty Enterprises           | Plymouth   | 500      | 271 (436,132)     | 4:12:22 | 64,43       |
| 1975  | 12 Ottobre     | 88 | Darrell Waltrip  | DiGard Motorsports          | Chevrolet  | 500      | 271 (436,132)     | 3:18:34 | 81,886      |
| 1976  | 12 Settembre   | 11 | Cale Yarborough  | Junior Johnson & Associates | Chevrolet  | 400      | 216,8 (348,905)   | 2:46:47 | 77,993      |
| 1977  | 11 Settembre   | 5  | Neil Bonnett     | Jim Stacy                   | Dodge      | 400      | 216,8 (348,905)   | 2:41:18 | 80,644      |
| 1978  | 10 Settembre   | 88 | Darrell Waltrip  | DiGard Motorsports          | Chevrolet  | 400      | 216,8 (348,905)   | 2:43:19 | 79,568      |
| 1979  | 9 Settembre    | 15 | Bobby Allison    | Bud Moore Engineering       | Ford       | 400      | 216,8 (348,905)   | 2:41:23 | 80,604      |
| 1980  | 7 Settembre    | 15 | Bobby Allison    | Bud Moore Engineering       | Ford       | 400      | 216,8 (348,905)   | 2:43:10 | 79,722      |
| 1981  | 13 Settembre   | 15 | Benny Parsons    | Bud Moore Engineering       | Ford       | 400      | 216,8 (348,905)   | 3:05:50 | 69,998      |
| 1982  | 12 Settembre   | 88 | Bobby Allison    | DiGard Motorsports          | Chevrolet  | 400      | 216,8 (348,905)   | 2:37:06 | 82,8        |
| 1983  | 11 Settembre   | 22 | Bobby Allison    | DiGard Motorsports          | Buick      | 400      | 216,8 (348,905)   | 2:43:08 | 79,381      |
| 1984  | 9 Settembre    | 11 | Darrell Waltrip  | Junior Johnson & Associates | Chevrolet  | 400      | 216,8 (348,905)   | 2:53:57 | 74,78       |
| 1985  | 8 Settembre    | 11 | Darrell Waltrip  | Junior Johnson & Associates | Chevrolet  | 400      | 216,8 (348,905)   | 2:58:54 | 72,508      |
| 1986  | 7 Settembre    | 25 | Tim Richmond     | Hendrick Motorsports        | Chevrolet  | 400      | 216,8 (348,905)   | 3:05:24 | 70,161      |
| 1987  | 13 Settembre   | 3  | Dale Earnhardt   | Richard Childress Racing    | Chevrolet  | 400      | 216,8 (348,905)   | 3:03:56 | 67,074      |
| 1988* | 11 Settembre   | 28 | Davey Allison    | Ranier-Lundy                | Ford       | 400      | 300 (482,803)     | 3:07:57 | 95,77       |
| 1989  | 10 Settembre   | 27 | Rusty Wallace    | Blue Max Racing             | Pontiac    | 400      | 300 (482,803)     | 3:23:40 | 88,38       |
| 1990  | 9 Settembre    | 3  | Dale Earnhardt   | Richard Childress Racing    | Chevrolet  | 400      | 300 (482,803)     | 3:08:21 | 95,567      |
| 1991* | 7 Settembre    | 33 | Harry Grant      | Leo Jackson Racing          | Oldsmobile | 400      | 300 (482,803)     | 2:57:35 | 101,361     |
| 1992  | 12 Settembre   | 2  | Rusty Wallace    | Penske Racing               | Pontiac    | 400      | 300 (482,803)     | 2:51:59 | 104,661     |
| 1993  | 11 Settembre   | 2  | Rusty Wallace    | Penske Racing               | Pontiac    | 400      | 300 (482,803)     | 3:00:09 | 99,917      |
| 1994  | 10 Settembre   | 5  | Terry Labonte    | Hendrick Motorsports        | Chevrolet  | 400      | 300 (482,803)     | 2:52:59 | 104,156     |
| 1995  | 9 Settembre    | 2  | Rusty Wallace    | Penske Racing               | Ford       | 400      | 300 (482,803)     | 2:52:19 | 104,459     |
| 1996  | 7 Settembre    | 28 | Ernie Irvan      | Robert Yates Racing         | Ford       | 400      | 300 (482,803)     | 2:50:40 | 105,469     |
| 1997  | 6 Settembre    | 88 | Dale Jarrett     | Robert Yates Racing         | Ford       | 400      | 300 (482,803)     | 2:45:04 | 109,047     |
| 1998  | 12 Settembre   | 99 | Jeff Burton      | Roush Racing                | Ford       | 400      | 300 (482,803)     | 3:15:41 | 91,985      |
| 1999  | 11 Settembre   | 20 | Tony Stewart     | Joe Gibbs Racing            | Pontiac    | 400      | 300 (482,803)     | 2:53:04 | 104,006     |
| 2000  | 9 Settembre    | 24 | Jeff Gordon      | Hendrick Motorsports        | Chevrolet  | 400      | 300 (482,803)     | 3:00:14 | 99,871      |
| 2001  | 8 Settembre    | 28 | Ricky Rudd       | Robert Yates Racing         | Ford       | 400      | 300 (482,803)     | 3:09:11 | 95,146      |
| 2002  | 7 Settembre    | 17 | Matt Kenseth     | Roush Racing                | Ford       | 400      | 300 (482,803)     | 3:09:54 | 94,787      |
| 2003  | 6 Settembre    | 12 | Ryan Newman      | Penske Racing               | Dodge      | 400      | 300 (482,803)     | 3:09:35 | 94,945      |
| 2004  | 11 Settembre   | 19 | Jeremy Mayfield  | Evernham Motorsports        | Dodge      | 400      | 300 (482,803)     | 3:01:55 | 98,946      |
| 2005  | 10 Settembre   | 97 | Kurt Busch       | Roush Racing                | Ford       | 400      | 300 (482,803)     | 3:02:37 | 98,567      |
| 2006  | 9 Settembre    | 29 | Kevin Harvick    | Richard Childress Racing    | Chevrolet  | 400      | 300 (482,803)     | 2:57:37 | 101,342     |
| 2007  | 8 Settembre    | 48 | Jimmie Johnson   | Hendrick Motorsports        | Chevrolet  | 400      | 300 (482,803)     | 3:16:03 | 91,813      |
| 2008  | 7 Settembre*   | 48 | Jimmie Johnson   | Hendrick Motorsports        | Chevrolet  | 400      | 300 (482,803)     | 3:14:13 | 92,68       |
| 2009  | 12 Settembre   | 11 | Denny Hamlin     | Joe Gibbs Racing            | Toyota     | 400      | 300 (482,803)     | 3:06:20 | 96,601      |
| 2010  | 11 Settembre   | 11 | Denny Hamlin     | Joe Gibbs Racing            | Toyota     | 400      | 300 (482,803)     | 2:52:55 | 104,096     |
| 2011  | 10 Settembre   | 29 | Kevin Harvick    | Richard Childress Racing    | Chevrolet  | 400      | 300 (482,803)     | 3:20:12 | 89,91       |
| 2012  | 8/9 Settembre* | 15 | Clint Bowyer     | Michael Waltrip Racing      | Toyota     | 400      | 300 (482,803)     | 2:59:58 | 100,019     |
| 2013  | 7 Settembre    | 99 | Carl Edwards     | Roush Fenway Racing         | Ford       | 400      | 300 (482,803)     | 2:51:23 | 105,028     |
| 2014  | 6 Settembre    | 2  | Brad Keselowski  | Team Penske                 | Ford       | 400      | 300 (482,803)     | 2:51:55 | 104,702     |
| 2015  | 12 Settembre   | 20 | Matt Kenseth     | Joe Gibbs Racing            | Toyota     | 400      | 300 (482,803)     | 2:59:22 | 100,353     |
| 2016  | 10 Settembre   | 11 | Denny Hamlin     | Joe Gibbs Racing            | Toyota     | 407*     | 305,25 (491,252)  | 3:31:33 | 85,778      |
| 2017  | 9 Settembre    | 42 | Kyle Larson      | Chip Ganassi Racing         | Chevrolet  | 404*     | 303 (487,631)     | 3:02:52 | 99,417      |
| 2018  | 22 Settembre   | 18 | Kyle Busch       | Joe Gibbs Racing            | Toyota     | 400      | 300 (482,803)     | 2:54:30 | 103,152     |
| 2019  | 21 Settembre   | 19 | Martin Truex Jr. | Joe Gibbs Racing            | Toyota     | 400      | 300 (482,803)     | 2:57:27 | 101,437     |
| 2020  | 21 Settembre   | 2  | Brad Keselowski  | Team Penske                 | Ford       | 400      | 300 (482,803)     | 2:56:42 | 101,868     |
| 2021  | 11 Settembre   | 19 | Martin Truex Jr. | Joe Gibbs Racing            | Toyota     | 400      | 300 (482,803)     | 3:03:06 | 98,307      |
| 2022  | 14 Agosto      | 4  | Kevin Harvick    | Stewart-Haas Racing         | Ford       | 400      | 300 (482,803)     | 3:03:27 | 98,11       |
| 2023  | 30 Luglio      | 17 | Chris Buescher   | RFK Racing                  | Ford       | 400      | 300 (482,803)     | 3:02:13 | 98,783      |
| 2024  | 11 Agosto      |    |                  |                             |            |          |                   |         |             |

#### Lunghezza circuito
- 1958-1967: percorso di 0,5 miglia
- 1968: percorso di 0,625 miglia
- 1969-1987: percorso di 0,542 miglia
- Dal 1988: percorso di 0,75 miglia

### Piloti plurivincitori
| Superficie asfaltata/in calcestruzzo | Superficie asfaltata/in calcestruzzo | Superficie asfaltata/in calcestruzzo     |
| Vittorie                             | Pilota                               | Anni vinti                               |
| ------------------------------------ | ------------------------------------ | ---------------------------------------- |
| 7                                    | Richard Petty                        | 1967, 1968, 1970, 1971, 1972, 1973, 1974 |
| 5                                    | Bobby Allison                        | 1969, 1979, 1980, 1982, 1983             |
| 4                                    | Darrell Waltrip                      | 1975, 1978, 1984, 1985                   |
| 4                                    | Rusty Wallace                        | 1989, 1992, 1993, 1995                   |
| 3                                    | Denny Hamlin                         | 2009, 2010, 2016                         |
| 3                                    | Kevin Harvick                        | 2006, 2011, 2022                         |
| 2                                    | Speedy Thompson                      | 1958, 1960                               |
| 2                                    | Joe Weatherly                        | 1961, 1962                               |
| 2                                    | Cotton Owens                         | 1959, 1964                               |
| 2                                    | David Pearson                        | 1965, 1966                               |
| 2                                    | Dale Earnhardt                       | 1987, 1990                               |
| 2                                    | Jimmie Johnson                       | 2007, 2008                               |
| 2                                    | Matt Kenseth                         | 2002, 2015                               |
| 2                                    | Brad Keselowski                      | 2014, 2020                               |
| 2                                    | Martin Truex Jr.                     | 2019, 2021                               |

### Team plurivincitori
| Vittorie | Team                        | Anni vinti                                     |
| -------- | --------------------------- | ---------------------------------------------- |
| 8        | Joe Gibbs Racing            | 1999, 2009, 2010, 2015, 2016, 2018, 2019, 2021 |
| 7        | Petty Enterprises           | 1967, 1968, 1970, 1971, 1972, 1973, 1974       |
| 6        | Team Penske                 | 1992, 1993, 1995, 2003, 2014, 2020             |
| 5        | Bud Moore Engineering       | 1961, 1962, 1979, 1980, 1981                   |
| 5        | Hendrick Motorsports        | 1986, 1994, 2000, 2007, 2008                   |
| 5        | RFK Racing                  | 1998, 2002, 2005, 2013, 2023                   |
| 4        | DiGard Motorsports          | 1975, 1978, 1982, 1983                         |
| 4        | Richard Childress Racing    | 1987, 1990, 2006, 2011                         |
| 3        | Cotton Owens                | 1964, 1965, 1966                               |
| 3        | Junior Johnson & Associates | 1976, 1984, 1985                               |
| 3        | Robert Yates Racing         | 1996, 1997, 2001                               |

### Vittorie costruttori
| Vittorie | Costruttori | Anni vinti                                                                                                 |
| -------- | ----------- | --- |
| 18       | Ford        | 1960, 1963, 1979, 1980, 1981, 1988, 1995, 1996, 1997, 1998, 2001, 2002, 2005, 2013, 2014, 2020, 2022, 2023 |
| 17       | Chevrolet   | 1958, 1975, 1976, 1978, 1982, 1984, 1985, 1986, 1987, 1990, 1994, 2000, 2006, 2007, 2008, 2011, 2017       |
| 9        | Dodge       | 1964, 1965, 1966, 1969, 1973, 1974, 1977, 2003, 2004                                                       |
| 8        | Toyota      | 2009, 2010, 2012, 2015, 2016, 2018, 2019, 2021                                                             |
| 6        | Pontiac     | 1961, 1962, 1989, 1992, 1993, 1999                                                                         |
| 5        | Plymouth    | 1967, 1968, 1970, 1971, 1972                                                                               |
| 1        | T-Bird      | 1959 |
| 1        | Buick       | 1983 |
| 1        | Oldsmobile  | 1991 |